# Chuck Hull
 (décembre 2017).
Si vous disposez d'ouvrages ou d'articles de référence ou si vous connaissez des sites web de qualité traitant du thème abordé ici, merci de compléter l'article en donnant les références utiles à sa vérifiabilité et en les liant à la section « Notes et références ».
Chuck Hull (né le 12 mai 1939) est le cofondateur, vice président et chef du domaine technologique du 3D Systems. Il est l'inventeur de la stéréolithographie, plus communément nommé STL en format numérique, premier système de prototypage rapide et annonçant l'apparition de l'impression 3D.